# كلاس ريلوتيوس
كلاس ريلوتيوس (بالألمانية: Claas Relotius) هو صحفي ألماني، حاز عدة جوائز لعمله الصحفي. في ديسمبر 2018، كشف مجلة دير شبيجل الألمانية أنه اختلق عددًا من الاستشهادات والمقابلات في تقاريره الصحفية، واعترف كلاس بذلك؛ ذكرت المجلة الألمانية أن كلاس اختلق مقابلات وحقائق في 14 تقريرًا صحفيًّا للمجلة على الأقل. اعترف كلاس ريلوتيوس باختلاقاته وقدم استقالته من المجلة في 17 ديسمبر 2018. ذكرت المجلة في وقت لاحق أنه طلب من القراء تقديم تبرعات بزعم أنها لصالح الأطفال السوريين.

## استشهادات
1. 1 2   http://www.heinz-kuehn-stiftung.de/pdf/jahrb27/jahrb27_14.pdf. {{استشهاد ويب}}: |url= بحاجة لعنوان (مساعدة) والوسيط |title= غير موجود أو فارغ (من ويكي بيانات) (مساعدة)
2. ↑  "Claas Relotius" (بالإنجليزية). European Press Prize.